# Koculi-kormány
A Koculi-kormány az 1912-ben függetlenné vált Albánia időrendben kilencedik (az ügyvezető kormányszerveket is számolva tizenkettedik), 1921. december 6-án hivatalban lévő kormánya volt. A voltaképpen csak papíron létező kabinet tizenkét órával Qazim Koculi kormányfői megbízatása után le is mondott, ezzel Albánia történelmének mindmáig legrövidebb ideig hivatalban lévő kabinetje lett.

## Története
A régenstanács egyik tagja, Aqif Elbasani felbujtására 1921. december 6-án a hajnali órákban puccsal lemondatták Pandeli Evangjeli kormányfőt. Elbasani pasa a régenstanács nevében eljárva, az alkotmányosságot felrúgva Qazim Koculi vlorai prefektust nevezte ki miniszterelnöknek anélkül, hogy meggyőződött volna jelöltje tényleges politikai támogatottságáról. Az új miniszterelnök össze is állította a kormánynévsort, de az általa kiszemelt politikusok elhárították a megkeresést, egyikük sem tartotta Koculi személyét garanciának a stabil kormányzásra. A kudarcos egyeztetéseket követően Koculi lemondott kormányfői tisztségéről.
Lemondásának pontos idejét illetően megoszlanak a források, több helyütt huszonnégy órás kormányfői mandátumról és december 7-éről esik szó, de levéltári források alapján Koculi mindössze tizenkét órán át volt Albánia miniszterelnöke, és már kinevezése napján, december 6-án lemondott. Papíron maradt kormánynévsora az általa kiszemelt tárcavezetőkkel a következő volt: Fan Noli külügyminiszter, Zija Dibra hadügyminiszter, Luigj Gurakuqi belügyminiszter, Ahmet Dakli pénzügyminiszter, Hoxha Kadriu igazságügy-miniszter, Koço Tasi közmunkaügyi miniszter és Haki Tefiku oktatási miniszter.
A kevéssel később felállt Legfelsőbb Bíróság visszamenőlegesen megrótta Koculit, amiért egy alkotmányellenes helyzetben is vállalta a kormányfői feladatokat.